# 부위염
부위염(扶尉厭, ?~?)은 고구려의 장수이다.

## 생애
기원전 28년에 동명성왕(주몽)의 명령에 따라 북옥저를 정벌하기 위해 떠났으며, 《삼국사기》의 기록에 의하면 이후 정벌에 성공해 성읍으로 삼았다고 한다.

## 가계
- 아버지 : 부씨(扶氏)
- 어머니 : 미상
  - 무신 : 부위염(扶尉厭)

## 부위염이 등장하는 작품
- 《주몽》(MBC, 2006년~2007년, 배우:윤용현)